# Uralski zapadnoturkijski jezici
Uralski zapadnoturkijski jezici, podskupina zapadnoturkijskih jezika raširenih na području Ruske Federacije, osobito u Baškortostanu (Baškirija) i Tatarstanu, te nešto po susjednim državama. 
Obuhvaća tri jezika kojima govori preko 6.800.000 ljudi, to su: tatarski [tat] sa 6.496.600 govornika, od čega 5.350.000 u Rusiji (2002 popis) i 800 u Kini, i nepoznat broj na europskom dijelu Turske; drugi jezik čulimski govori 270 Čulimaca od 656 etničkih (2002 Ruski popis) u bazenu rijeke Čulim; treći je baškirski [bak] (1.451.340) između Volge i Urala.

## Vanjske poveznice
- Ethnologue (14th)
- Ethnologue (15th)